# Ḩalvā Cheshmeh
Ḩalvā Cheshmeh (persiska: حلوا چشمه) är en ort i Iran.   Den ligger i provinsen Nordkhorasan, i den nordöstra delen av landet, 600 km öster om huvudstaden Teheran. Ḩalvā Cheshmeh ligger 1 355 meter över havet och antalet invånare är 463.
Terrängen runt Ḩalvā Cheshmeh är huvudsakligen kuperad, men den allra närmaste omgivningen är platt. Ḩalvā Cheshmeh ligger nere i en dal.Runt Ḩalvā Cheshmeh är det ganska glesbefolkat, med 38 invånare per kvadratkilometer. Närmaste större samhälle är Sevaldī, 15,6 km sydost om Ḩalvā Cheshmeh. Trakten runt Ḩalvā Cheshmeh består i huvudsak av gräsmarker.